# Beth Underhill
Elizabeth Jane « Beth » Underhill (née le 5 septembre 1962) est une cavalière de l'équipe canadienne de saut d'obstacles. Elle possède et exploite les écuries Beth Underhill à Kingsgate dans la communauté de Schomberg dans le canton de King, en Ontario. Elle a été commentatrice pour la Société Radio-Canada lors de sa couverture des épreuves équestres aux Jeux olympiques d'été de 2008 à Pékin.

## Biographie
Underhill est la fille de Jack et Joan Underhill, née à Georgetown, une communauté de Halton Hills. Son père est décédé d'une crise cardiaque en 1980. En 2000, 20 ans après le décès de son père, sa mère se suicide.
Elle commence l'équitation dans un camp du YMCA à Georgetown. En 1969, elle s'inscrit au Poney Club de Toronto-North York. Une année durant sa jeunesse, elle a séché l'école avec un ami pour assister à la Royal Agricultural Winter Fair, où elle « a pris de la paille de l'étal du comté de Branch en souvenir » qu'elle possède encore.
Elle était inscrite à un programme de musique au Conservatoire Royal de Musique (RCM), où elle chantait et jouait du piano . Le RCM lui a décerné la médaille d'argent de la meilleure chanteuse canadienne en 1977. Elle a interrompu le programme plus tard cette année-là, pour se concentrer sur l'équitation, mais a déclaré que sa formation musicale l'avait amenée à avoir « une attitude beaucoup plus confiante et plus forte, non seulement dans l'équitation mais aussi dans la vie ».

## Carrière équestre
Underhill rejoint l'équipe équestre canadienne en 1990, période pendant laquelle elle a travaillé et s'est entraînée avec Terrance « Torchy » Millar  . Elle a fait ses débuts avec l'équipe nationale à la Coupe des Nations FEI à Washington, DC, sur Monopoly. Elle a décrit le port du manteau rouge de l'équipe du Canada pour la première fois comme le « moment le plus excitant » de sa carrière. En 1993, elle est devenue la première femme à remporter la ligue canadienne de qualification pour la Coupe du monde. Elle l'a gagné à nouveau en 1999
Elle faisait partie de l'équipe nationale de saut d'obstacles aux Jeux équestres mondiaux FEI de 1998, qui a terminé à la 10e place. Elle était à la 81e place en saut d'obstacles individuel aux Jeux olympiques d'été de 1992
On lui a proposé 1 million de dollars pour son cheval Altair, offre qu'elle a refusée. En 2001, Altair a subi une blessure du tendon suspenseur lors d'un événement à Spruce Meadows. Underhill a déclaré qu'Altair et Monopoly avaient reçu du courrier de fans
Lors de la Royal Agricultural Winter Fair en 2011, elle est tombée de son cheval Viggo et a subi une commotion cérébrale, la deuxième de sa carrière mais la première entraînant une perte de mémoire.
En 1987, elle a fondé Beth Underhill Stables, maintenant exploitées par cinq employés à temps plein sur 40 hectares de propriété à Schomberg. Il dispose d'une écurie pour 20 chevaux. L'établissement assure l'entraînement de cavaliers et de chevaux